# You're the One That I Want
You're the One That I Want è una canzone scritta da John Farrar per il film del 1978 Grease ed interpretata dai due attori protagonisti della pellicola John Travolta e Olivia Newton-John. Il brano ha venduto circa 15 milioni di copie nel mondo.

## Il brano
Il singolo fu un notevole successo internazionale che raggiunse la posizione numero uno in numerose nazioni. In Irlanda, Australia, Paesi Bassi e nella classifica dei singoli inglese il brano rimase in vetta per nove settimane nell'estate del 1978, ed è attualmente il sesto singolo ad aver venduto più copie (circa 2 milioni) nel Regno Unito. Il singolo raggiunse anche la vetta della Billboard Hot 100 per una settimana. Fu il primo di due singoli estratti dalla colonna sonora del film Grease a raggiungere la vetta sia nel Regno Unito che negli Stati Uniti.
In altri paesi ha raggiunto la prima posizione in Svizzera, Svezia, Norvegia, Nuova Zelanda, Finlandia e Germania, e la seconda in Austria, Canada e Italia.

## Tracce
1. You're The One That I Want – 2:49
2. Grease Orchestra - Alone At A Drive-In Movie – 2:28

## Classifiche

### Classifiche settimanali
| Classifica (1978) | Posizione massima |
| ----------------- | ----------------- |
| Australia         | 1                 |
| Austria           | 2                 |
| Belgio (Fiandre)  | 1                 |
| Canada            | 2                 |
| Europa            | 1                 |
| Finlandia         | 1                 |
| Francia           | 1                 |
| Germania          | 1                 |
| Irlanda           | 1                 |
| Italia            | 2                 |
| Norvegia          | 1                 |
| Nuova Zelanda     | 1                 |
| Paesi Bassi       | 1                 |
| Regno Unito       | 1                 |
| Spagna            | 1                 |
| Stati Uniti       | 1                 |
| Sudafrica         | 2                 |
| Svezia            | 1                 |
| Svizzera          | 1                 |

### Classifiche di fine anno
| Classifica (1978) | Posizione |
| ----------------- | --------- |
| Australia         | 1         |
| Austria           | 4         |
| Belgio (Fiandre)  | 1         |
| Canada            | 14        |
| Francia           | 1         |
| Germania          | 4         |
| Italia            | 4         |
| Nuova Zelanda     | 2         |
| Paesi Bassi       | 3         |
| Regno Unito       | 2         |
| Spagna            | 7         |
| Stati Uniti       | 13        |
| Sudafrica         | 17        |
| Svizzera          | 2         |

### Classifiche di fine decennio
| Classifica (1970-79) | Posizione |
| -------------------- | --------- |
| Regno Unito          | 3         |

## Cover
In seguito al successo del brano, furono registrate numerose cover di You're the One That I Want nel corso degli anni. I primi furono già nel 1978 i due comici inglesi Arthur Mullard e Hylda Baker, entrambi di circa settant'anni all'epoca. Questa versione è ricordata principalmente per una esibizione parodistica dei due a Top of the Pops. Nello stesso anno i comici tedeschi Dieter Hallervorden e Helga Feddersen ne registrarono una parodia dal titolo Du, die Wanne ist voll.
In seguito celebri cover sono state interpretate da Lesley Gore, Craig McLachlan in duetto con Debbie Gibson, Tenacious D dal vivo, con l'attore Andy Serkis (nel ruolo di Gollum che aveva ne Il Signore degli Anelli) e Chris Trousdale con Nikki Cleary. Dr. Dre e Snoop Dogg ne hanno utilizzato un campionamento nel brano You're the One That I Want in the Next Episode
Nel 2014 Lo-Fang ha incluso una cover del brano nel suo album di debutto Blue Film. La versione è stata utilizzata per la campagna pubblicitaria diretta da Baz Luhrmann Chanel Nº 5. Nel 2018 Delta Goodrem e Dan Sultan hanno inciso una cover del brano per l'album della Goodrem I Honestly Love You. Nel 2021 Doja Cat ha inciso una propria versione della canzone per lo spot pubblicitario della Pepsi da lei interpretato.